# Hospital Austin
El Hospital Austin (en inglés: Austin Hospital) es uno de los principales hospitales públicos de enseñanza situada en el noreste de las afueras de Heidelberg en Melbourne, Australia y es administrado por Austin Health, junto con el Hospital de Repatriación de Heidelberg y el Centro de Rehabilitación Royal Talbot.
El hospital Austin fue fundado en 1882 como una institución mental de caridad por Elizabeth Austin, la viuda de Thomas Austin, a quien se atribuye la introducción de conejos en Australia. Tuvo cinco cambios de nombre (como "Hospital de Incurables Austin ") antes de convertirse en el Hospital de Austin.